# 牧野忠昌
牧野 忠昌（まきの ただまさ、昭和16年（1941年）12月22日 - ）は、越後長岡藩牧野家の第17代当主（現当主）。牧野忠永の長男。長岡市立科学博物館名誉館長。子に牧野忠慈。
昭和39年（1964年）、近畿大学農学部水産学科卒業。魚類の生態に深く興味を持ち、農林水産省水産庁に昭和41年（1966年）から平成9年（1997年）に退職するまで31年間勤務した。この間に沖縄開発庁や科学技術庁に出向となったこともある。平成21年（2009年）6月20日・21日に行われた「第8回全国藩校サミットin長岡」で実行委員長を務めた。現在、柏友会名誉会長、霞会館伝統文化財委員、衣紋道研究会会長、いわし食用文化協会専務理事などを務めている。平成23年（2011年）1月1日より長岡市立科学博物館の初代名誉館長となる。